# Manchester United F.C. mùa bóng 1943–44
Mùa giải 1943-44 là mùa giải thứ năm của Manchester United không cạnh tranh trong giải đấu nào bởi ảnh hưởng của cuộc Chiến tranh thế giới thứ hai. Nhiều người trong số các cầu thủ của Manchester United đã tham gia chiến đấu trong chiến tranh, nhưng đối với những cầu thủ còn lại, Liên đoàn bóng đá Anh đã tổ chức một giải đấu đặc biệt.

## War League North Regional League First Championship
| Thời gian            | Đối thủ          | H/A | Tỷ số Bt-Bb | Cầu thủ ghi bàn                        | Số lượng khán giả |
| -------------------- | ---------------- | --- | ----------- | -------------------------------------- | ----------------- |
| 28 tháng 8 năm 1943  | Stockport County | H   | 6 – 0       | Bellis (2), Smith (2), McDonald, McKay |                   |
| 4 tháng 9 năm 1943   | Stockport County | A   | 3 – 3       | McDonald (2), Bryant                   |                   |
| 11 tháng 9 năm 1943  | Everton          | H   | 4 – 1       | McDonald (2), Broadis, Smith           |                   |
| 18 tháng 9 năm 1943  | Everton          | A   | 1 – 6       | Bellis                                 |                   |
| 25 tháng 9 năm 1943  | Blackburn Rovers | H   | 2 – 1       | Bryant (2)                             |                   |
| 2 tháng 10 năm 1943  | Blackburn Rovers | A   | 1 – 2       | Roughton                               |                   |
| 9 tháng 10 năm 1943  | Chester          | H   | 3 – 1       | Bellis (3)                             |                   |
| 16 tháng 10 năm 1943 | Chester          | A   | 4 – 5       | Smith (2), McKay, own goal             |                   |
| 23 tháng 10 năm 1943 | Liverpool        | A   | 4 – 3       | Pearson (2), McDonald, Smith           |                   |
| 30 tháng 10 năm 1943 | Liverpool        | H   | 1 – 0       | McKay                                  |                   |
| 6 tháng 11 năm 1943  | Manchester City  | A   | 2 – 2       | S. Pearson, Smith                      |                   |
| 13 tháng 11 năm 1943 | Manchester City  | H   | 3 – 0       | Bryant, Morris, Smith                  |                   |
| 20 tháng 11 năm 1943 | Tranmere Rovers  | H   | 6 – 3       | Mitten (4), Smith (2)                  |                   |
| 27 tháng 11 năm 1943 | Tranmere Rovers  | A   | 1 – 0       | McKay                                  |                   |
| 4 tháng 12 năm 1943  | Wrexham          | A   | 4 – 1       | Morris (2), Bryant, Smith              |                   |
| 11 tháng 12 năm 1943 | Wrexham          | H   | 5 – 0       | S. Pearson (3), Smith (2)              |                   |
| 18 tháng 12 năm 1943 | Bolton Wanderers | H   | 3 – 1       | Morris, Smith, Warner                  |                   |
| 25 tháng 12 năm 1943 | Bolton Wanderers | A   | 3 – 1       | Smith (2), Bryant                      |                   |

| # | Câu lạc bộ        | Tr | T  | H | B | Bt | Bb | Hs | Điểm |
| - | ----------------- | -- | -- | - | - | -- | -- | -- | ---- |
| 1 | Blackpool         | 18 | 12 | 4 | 2 | 56 | 20 | 28 |      |
| 2 | Manchester United | 18 | 13 | 2 | 3 | 56 | 30 | 28 |      |
| 3 | Liverpool         | 18 | 13 | 1 | 1 | 72 | 26 | 27 |      |

## War League North Regional League Second Championship
| Thời gian            | Vòng đấu         | Đối thủ | H/A   | Tỷ số Bt-Bb                                     | Cầu thủ ghi bàn | Số lượng khán giả |
| -------------------- | ---------------- | ------- | ----- | ----------------------------------------------- | --------------- | ----------------- |
| 27 tháng 12 năm 1943 | Halifax Town     | H       | 6 – 2 | S. Pearson (3), Smith (2), A. Rowley            |                 |                   |
| 1 tháng 1 năm 1944   | Halifax Town     | A       | 1 – 1 | Smith                                           |                 |                   |
| 8 tháng 1 năm 1944   | Stockport County | A       | 3 – 2 | Brook (2), Bryant                               |                 |                   |
| 15 tháng 1 năm 1944  | Stockport County | H       | 4 – 2 | Smith (3), Brook                                |                 |                   |
| 22 tháng 1 năm 1944  | Manchester City  | H       | 1 – 3 | Smith                                           |                 |                   |
| 29 tháng 1 năm 1944  | Manchester City  | A       | 3 – 2 | J. Rowley (2), Smith                            |                 |                   |
| 5 tháng 2 năm 1944   | Bury             | A       | 3 – 0 | S. Pearson (2), Smith                           |                 |                   |
| 12 tháng 2 năm 1944  | Bury             | H       | 3 – 3 | Brook, Bryant, McKay                            |                 |                   |
| 19 tháng 2 năm 1944  | Oldham Athletic  | H       | 3 – 2 | Smith (3)                                       |                 |                   |
| 26 tháng 2 năm 1944  | Oldham Athletic  | A       | 1 – 1 | Bryant                                          |                 |                   |
| 4 tháng 3 năm 1944   | Wrexham          | A       | 4 – 1 | Bryant, Morris, J. Rowley, Smith                |                 |                   |
| 11 tháng 3 năm 1944  | Wrexham          | H       | 2 – 2 | Pearson, Smith                                  |                 |                   |
| 18 tháng 3 năm 1944  | Birmingham City  | A       | 1 – 3 | Smith                                           |                 |                   |
| 25 tháng 3 năm 1944  | Birmingham City  | H       | 1 – 1 | J. Rowley                                       |                 |                   |
| 1 tháng 4 năm 1944   | Bolton Wanderers | A       | 0 – 3 |                                                 |                 |                   |
| 8 tháng 4,1944       | Bolton Wanderers | H       | 3 – 2 | Bryant (2), Morris                              |                 |                   |
| 10 tháng 4 năm 1944  | Manchester City  | A       | 1 – 4 | Bryant                                          |                 |                   |
| 15 tháng 4 năm 1944  | Burnley          | H       | 9 – 0 | Smith (3), Brook (2), Bryant (2), J. Rowley (2) |                 |                   |
| 22 tháng 4 năm 1944  | Burnley          | A       | 3 – 3 | Brook (2), Smith                                |                 |                   |
| 29 tháng 4 năm 1944  | Oldham Athletic  | H       | 0 – 0 |                                                 |                 |                   |
| 6 tháng 5 năm 1944   | Oldham Athletic  | A       | 3 – 1 | Morris, Sloan, own goal                         |                 |                   |

| #  | Câu lạc bộ           | Tr | T  | H | B | Bt | Bb | Hs | Điểm |
| -- | -------------------- | -- | -- | - | - | -- | -- | -- | ---- |
| 8  | Cardiff City         | 21 | 13 | 1 | 7 | 53 | 28 | 27 |      |
| 9  | Manchester United    | 21 | 10 | 7 | 4 | 55 | 38 | 27 |      |
| 10 | Bradford Park Avenue | 20 | 11 | 4 | 5 | 50 | 30 | 26 |      |